# EMX2
EMX2 (англ. Empty spiracles homeobox 2) – білок, який кодується однойменним геном, розташованим у людей на короткому плечі 10-ї хромосоми. Довжина поліпептидного ланцюга білка становить 252 амінокислот, а молекулярна маса — 28 303.
| 10         |  | 20         |  | 30         |  | 40         |  | 50         |
| ---------- |  | ---------- |  | ---------- |  | ---------- |  | ---------- |
| MFQPAPKRCF |  | TIESLVAKDS |  | PLPASRSEDP |  | IRPAALSYAN |  | SSPINPFLNG |
| FHSAAAAAAG |  | RGVYSNPDLV |  | FAEAVSHPPN |  | PAVPVHPVPP |  | PHALAAHPLP |
| SSHSPHPLFA |  | SQQRDPSTFY |  | PWLIHRYRYL |  | GHRFQGNDTS |  | PESFLLHNAL |
| ARKPKRIRTA |  | FSPSQLLRLE |  | HAFEKNHYVV |  | GAERKQLAHS |  | LSLTETQVKV |
| WFQNRRTKFK |  | RQKLEEEGSD |  | SQQKKKGTHH |  | INRWRIATKQ |  | ASPEEIDVTS |
| DD         |  |            |  |            |  |            |  |            |

A: Аланін

C: Цистеїн

D: Аспарагінова кислота

E: Глутамінова кислота

F: Фенілаланін

G: Гліцин

H: Гістидин

I: Ізолейцин

K: Лізин

L: Лейцин

M: Метіонін

N: Аспарагін

P: Пролін

Q: Глутамін

R: Аргінін

S: Серин

T: Треонін

V: Валін

W: Триптофан

Кодований геном білок за функцією належить до білків розвитку. 
Задіяний у такому біологічному процесі, як альтернативний сплайсинг. 
Білок має сайт для зв'язування з ДНК. 
Локалізований у ядрі.